# Rorbas
Rorbas je obec v okrese Bülach v kantonu Curych ve Švýcarsku. Žije zde přibližně 2 800 obyvatel.

## Geografie
Rorbas je nejníže položenou obcí v údolí řeky Töss a nachází se těsně před vtokem řeky Töss do Rýna (tzv. Tössegg), mezi masivy Dättenberg a Irchel.
Sousedními obcemi jsou Eglisau, Bülach, Embrach a Freienstein-Teufen.

## Historie

Freienstein a Rorbas, letecký pohled (1953)

Raně středověké pohřebiště Brunnensteig dokládá osídlení v 7. století. První zmínka o Rorbasu pochází pravděpodobně z roku 984, i když je to sporné. Existuje však doklad o výskytu „Lamprechts von Rorbas“ u příležitosti právního sporu v roce 1044. Další zmínky o „deren zu Rorbas“ lze nalézt až do 14. století. Malé opevnění jižně od kostela pravděpodobně souvisí s barony z Tengenu, zmiňovanými v 11.–13. století.

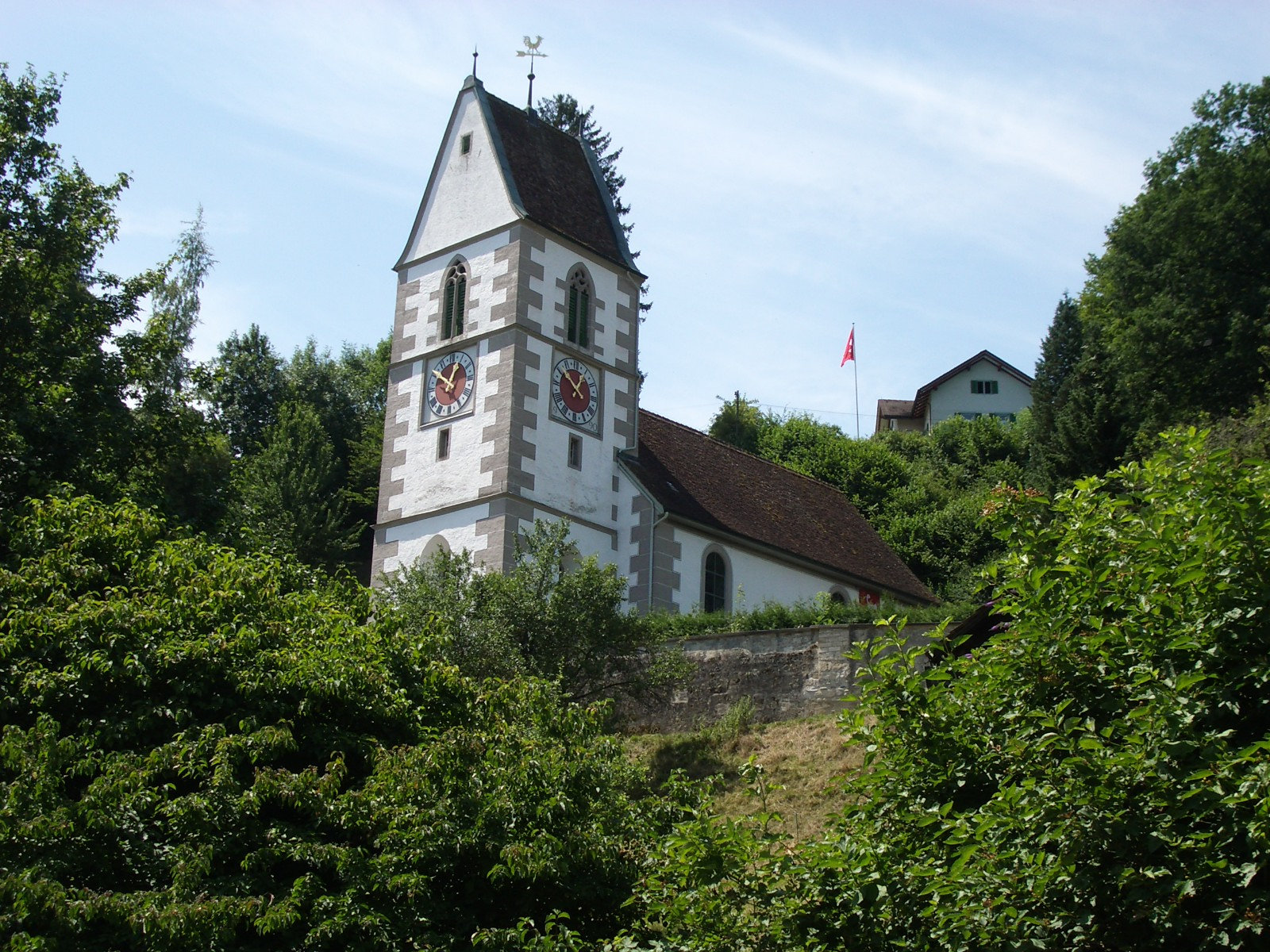
Kostel z roku 1586

Ve 13. století patřily dolní dvory baronům z Teufenu, kteří drželi kolaturu. Ta připadla v roce 1269 kostnickému biskupovi Eberhardu II. z Waldburgu a na počátku 15. století grossmünsterské kanonii, v jejímž držení zůstala až do roku 1832. Po vymření baronů z Teufenu na počátku 14. století zůstal Rorbas součástí soudního panství Teufen až do roku 1798. Vrchnostenský dvůr připadl městu Curych prostřednictvím Kyburgů a Habsburků v roce 1424 formou zástavy a definitivně v roce 1452. V roce 1564 byl Rorbasu udělen takzvaný „Einzugsbrief“, v němž bylo Rorbasu uděleno právo vybírat přistěhovalecký poplatek.
O masopustní neděli roku 1538 bylo při požáru zničeno 30 domů. Za helvétského období v roce 1798 byla obec přiřazena k okresu Bassersdorf, při zprostředkování v roce 1803 k okresu Bülach, po skončení zprostředkování v roce 1814 ke správnímu obvodu Embrach a v roce 1831 k okresu Bülach. I přes úzkou spolupráci s obcí Freienstein-Teufen, nacházející se na druhém břehu řeky, bylo v roce 1992 zamítnuto sloučení obou obcí.
Přestože historie Rorbasu sahá až do raného středověku, z dřívějších dob se dochovalo jen několik architektonických svědectví. Patří k nim kostel, postavený v roce 1586 a následně několikrát renovovaný, který nahradil kostel zasvěcený svatému Janu Křtiteli, poprvé zmiňovaný v roce 1188, a také starý most přes Töss, postavený z tufu na počátku minulého století a v Rorbasu známý jako „Römerbrücke“. Za zmínku stojí také hostinec „Adler“, který měl již v roce 1406 hostinské právo.

## Obyvatelstvo
| Rok            | 1634 | 1771 | 1836 | 1850 | 1900 | 1950 | 2000 | 2005 | 2010 | 2015 | 2020 | 2022 |
| Počet obyvatel | 252  | 417  | 636  | 916  | 1324 | 1069 | 2185 | 2134 | 2343 | 2742 | 2883 | 2908 |

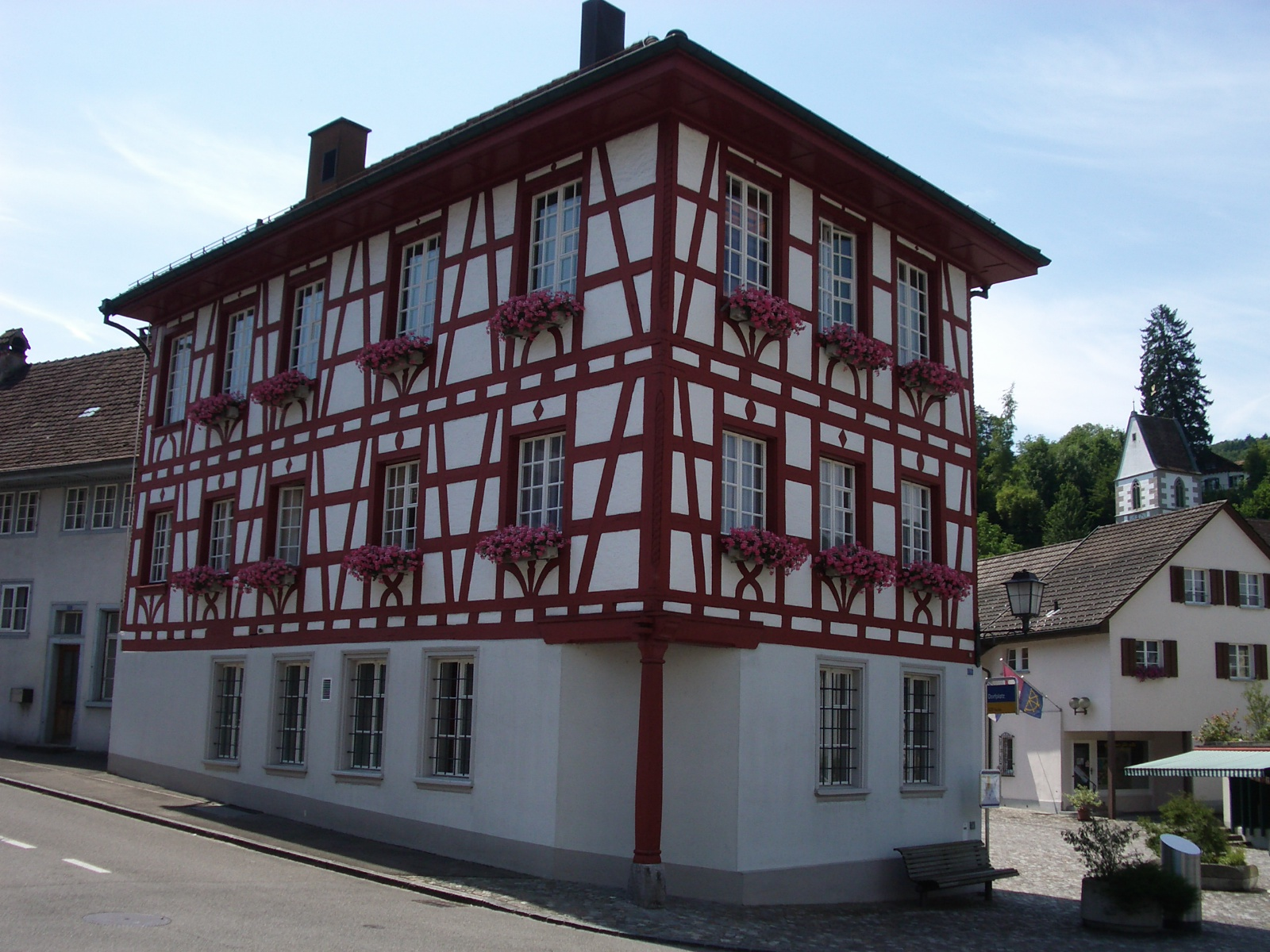
Obecní úřad

V roce 2022 se 30,2 % obyvatel hlásilo k evangelické reformované církvi, 22,0 % k římskokatolické církvi a 47,8 % k jinému vyznání nebo bez vyznání.

## Doprava
Spoje veřejné dopravy zajišťují autobusy Postauto. Nejbližší železniční stanice Embrach-Rorbas se nachází na trati Winterthur–Koblenz asi 1 km od obce.
Nejbližší dálnicí je A51 v asi 5 km vzdáleném Bülachu.